# Aristoteles Semitico-Latinus
Der Aristoteles Semitico-Latinus ist als Unterprojekt des Aristoteles Latinus ein Teilprojekt des Corpus philosophorum medii aevi der Union Académique Internationale zur Edition von Übersetzungen der Schriften des Aristoteles, die Grundlage für die bedeutende philosophisch-theologische Rezeption des griechischen Philosophen im Mittelalter waren.
Ziel ist die Edition syrischer, arabischer und hebräischer, teils auch persischer Übersetzungen oder Paraphrasen von Werken des Aristoteles sowie von deren lateinischen Übersetzungen und von den mittelalterlichen Kommentaren zu diesen Übersetzungen. Begründet wurde das Projekt 1971 von Hendrik Joan Drossaart Lulofs in Zusammenarbeit mit Lorenzo Minio Paluello, dem seinerzeitigen Leiter des Aristoteles Latinus. Direktoren und Herausgeber sind gegenwärtig Hans Daiber, Professor für Orientalistik an der Universität Frankfurt am Main, und Remke Kruk, emeritierte Professorin der Arabistik an der Universität Leiden.

## Veröffentlichungen
Die Reihe der Publikationen wurde 1971 begonnen, bis heute sind 22 Bände erschienen. Die Bände 1–4 wurden im Auftrag der Königlich-Niederländischen Akademie der Wissenschaften bei der North-Holland Publishing Company, Amsterdam, veröffentlicht, seither ist die Reihe im Verlag E. J. Brill, Leiden, untergebracht. 
1. Hans Daiber: Ein Kompendium der aristotelischen Meteorologie in der Fassung des Ḥunain ibn Isḥâq. Prolegomena et Parerga I. 1975, ISBN 9780720483024
2. Remke Kruk (Hrsg.): The Arabic Version of Aristotle’s Parts of Animals. Books XI-XIV of the Kitāb al-Ḥayawān. A Critical Edition. 1979. ISBN 9780720484670
3. Helmut Gätje (Hrsg.): Das Kapitel über das Begehren aus dem Mittleren Kommentar des Averroes zur Schrift über die Seele. Prolegomena et Parerga II. 1985. ISBN 9780444856401.
4. H. J. Drossaart Lulofs, E. L. J. Poortman (Hrsg.): Nicolaus Damascenus, De plantis. Five translations. Ed. and introd. 1989. ISBN 9780444857033.
5. Aafke M. I. van Oppenraaij (Hrsg.): Aristotle, De Animalibus. Band 5.2: Part two, Books XI-XIV: Parts of animals. Michael Scot's Arabic-latin translation. 1998, ISBN 90-04-11070-4. – Band 5.3: Part three, Books XV-XIX: Generation of animals. Michael Scot's Arabic-latin translation. With a greek index to De generatione animalium by H. J. Drossaart Lulofs. 1992, ISBN 90-04-09603-5.
6. Gerrit Bos (hrsg.): Aristotle's "De anima" translated into Hebrew by Zeraḥyah Ben Isaac Ben Shealtiel Ḥen. A critical ed. with an introd. and index. 1994, ISBN 90-04-09937-9.
7. Paul Lettinck (Hrsg.): Aristotle's Physics and its reception in the Arabic world. With an edition of the unpublished parts of Ibn Bajja's Commentary on the Physics. 1994, ISBN 90-04-09960-3.
8. Resianne Fontaine (Hrsg., Übers.): Otot ha-shamayim. Samuel Ibn-Tibbon's Hebrew version of Aristotle's Meteorology. A critical edition, with introduction, translation, and index. 1995, ISBN 90-04-10258-2.
9. Rüdiger Arnzen (Hrsg., Übers.): Aristoteles’ De Anima. Eine verlorene spätantike Paraphrase in arabischer & persischer Überlieferung. Arabischer Text nebst Kommentar, quellengeschichtlichen Studien & Glossaren.1998, online.
10. Paul Lettinck (Hrsg.): Aristotle's meteorology and its reception in the Arab world. With an edition and translation of Ibn Suwar's Treatise on meteorological phenomena and Ibn Bajja's Commentary on the meteorology. 1999, ISBN 90-04-10933-1.
11. Lourius (Lou) Simon Filius (Hrsg., Übers.): The Problemata physica attributed to Aristotle. The Arabic Version of Ḥunain ibn Isḥāq and the Hebrew version of Moses ibn Tibbon. 1999, ISBN 90-04-11483-1 (Compte rendu).
12. Pieter L. Schoonheim (Hrsg.): Aristotle's Meteorology in the Arabico-Latin tradition. A critical edition of the texts, with introduction and indices. 2000, ISBN 90-04-11760-1
13. E. L. J. Poortman (Hrsg.): Petrus de Alvernia, Sententia super librum 'De vegetabilibus et plantis'. 2003.
14. Oliver Gutman (Hrsg.): Pseudo-Avicenna. Liber Celi et Mundi. A Critical Edition with Introduction. 2003.
15. Hidemi Takahashi (Hrsg.): Aristotelian Meteorology in Syriac. Barhebraeus, Butyrum Sapientiae, Books of Mineralogy and Meteorology. 2003.
16. N. Peter Joosse (Hrsg.): A Syriac Encyclopaedia of Aristotelian Philosophy. Barhebraeus (13th c.) Butyrum sapientiae Books of Ethics, Economy and Politics. A Critical Edition, with Introduction, Translation, Commentary and Glossaries. 2004.
17. Anna A. Akasoy, Alexander Fidora (Hrsg.): The Arabic Version of the Nicomachean Ethics. Edited by Anna A. Akasoy and Alexander Fidora with an Introduction and Annotated Translation by Douglas M. Dunlop. 2005.
18. John W. Watt with assistance of Daniel Isaac, Julian Faultless and Ayman Shihadeh (Hrsg.): Aristotelian Rhetoric in Syriac. Barhebraeus, Butyrum Sapientiae, Book of Rhetoric. 2005.
19. Cleophea Ferrari (Hrsg.): Der Kategorienkommentar von Abū l-Farağ ʿAbdallāh ibn aṭ-Ṭayyib. Text und Untersuchungen. 2006.
20. Jens Ole Schmitt (Hrsg.): Barhebraeus, Butyrum Sapientiae, Physics. Introduction, Edition, Translation, and Commentary. 2012.
21. Daniel King (Hrsg., Übers., Komm.): The Earliest Syriac Translation of Aristotle's Categories. Text, Translation and Commentary. 2010.
22. Aafke M.I. van Oppenraay (Hrsg., in Zusammenarbeit mit Resianne Fontaine): The Letter before the Spirit: The Importance of Text Editions for the Study of the Reception of Aristotle. 2012.